# Handball-Weltmeisterschaft der Männer 2025/Spanien
Bei der Handball-Weltmeisterschaft 2025, die vom 14. Januar bis zum 2. Februar 2025 in Kroatien, Dänemark und Norwegen ausgetragen wird, trat die Nationalmannschaft Spaniens als eins von 32 Teams an. Eine Auswahl der Real Federación Española de Balonmano (RFEBM) nahm damit zum 23. Mal an einer Weltmeisterschaft teil. Bei der vorhergehenden Weltmeisterschaft 2023 hatte die spanische Auswahl den 3. Platz belegt; der letzte Titelgewinn gelang einer spanischen Nationalmannschaft bei der Weltmeisterschaft 2013.
Das spanische Team schied nach der Hauptrunde aus und belegte den 18. Platz.

## Qualifikation
Das spanische Team, trainiert von Jordi Ribera, spielte als eine der 18 Mannschaften, die bei der Europameisterschaft 2024 die besten 18 Plätze – mit Ausnahme der drei Co-Organisatoren der Weltmeisterschaft 2025 und der direkt qualifizierten Länder Frankreich, Schweden und Deutschland – belegt hatten, im Teil 2 der 2. Phase der europäischen Qualifikation. Gegen die serbische Auswahl gelang im Mai 2024 die Qualifikation mit insgesamt 54:53 Toren nach einem 32:28-Heimsieg und einer 22:25-Auswärtsniederlage.

## Turniervorbereitung
Die Auswahl der RFEBM hatte sich im April 2024 für die Teilnahme an den Olympischen Spielen 2024 qualifiziert. Die Olympiaauswahl Spaniens 2024 spielte dort im Juli und August 2024 und belegte den 3. Platz. Im November 2024 startet Spanien in die Qualifikation zur Europameisterschaft 2026.
In Vorbereitung auf die Weltmeisterschaft richtete Spanien das 49. Torneo Internacional de España 2025 in Castelló de la Plana aus, bei dem das Team der RFEBM gegen Argentinien (32:18), die Slowakei (34:30) und gegen Norwegen (33:31) spielte.

## Teamoffizielle
Trainer der spanischen Auswahl ist seit 2016 Jordi Ribera, sein Co-Trainer ist César Montes Agüera.
Zum offiziellen Stab gehören zudem Ignacio Torrescusa Alarcón (Fitnesstrainer), Cesáreo Flores Lozano (Arzt), Daniel Llorente Ruiz (Physiotherapeut) und Juan Caamaño Ballestin (Teammanager).

## Spieler

### Provisorisches Aufgebot (35er Kader)
Trainer Jordi Ribera nominierte im Dezember 2024 diese 35 Spieler als provisorischen Kader für die Weltmeisterschaft: Gonzalo Pérez de Vargas, Rodrigo Corrales, Sergey Hernández, Roberto Rodríguez, Ignacio Biosca, Miguel Sánchez-Migallón, Daniel Fernández, Ian Barrufet, Aitor Ariño, Ángel Fernández, Daniel Dujshebaev, Jan Gurri, Antonio García, Asier Nieto, Mario Nevado, Ian Tarrafeta, Agustín Casado, Petar Cikusa, Ferran Castillo, Gorka Nieto, Natan Suárez, Alex Dujshebaev, Imanol Garciandia, Djordje Cikusa, Aleix Gómez, Ferrán Solé, Kauldi Odriozola, Carlos Álvarez, Mamadou Diocou, Abel Serdio, Javier Rodríguez, Víctor Romero, Gedeón Guardiola, Iñaki Peciña und Álvaro Martínez.

### Turniervorbereitung
Für die Vorbereitung auf die Weltmeisterschaft 2025 in Castelló de la Plana hatte Jordi Ribera im Dezember folgende 19 Spieler nominiert: Gonzalo Pérez de Vargas, Sergey Hernández, Ian Tarrafeta, Petar Cikusa, Ferran Castillo, Alex Dujshebaev, Imanol Garciandía, Djordje Cikusa, Jan Gurri, Agustín Casado, Daniel Dujshebaev, Kauldi Odriozola, Aleix Gómez, Miguel Sánchez-Migallón, Daniel Fernández, Ian Barrufet, Abel Serdio, Víctor Romero und Javier Rodríguez. Aleix Gómez wurde durch Ferrán Solé ersetzt. Castillo und Barrufet debütierten im Januar 2025 beim Torneo Internacional de España in der A-Nationalmannschaft.

### Turnieraufgebot (18er Kader)
Das endgültige Turnieraufgebot mit 18 Spielern benannte Trainer Ribera am 12. Januar 2025, im Anschluss an das Torneo Internacional de España 2025 (TIE). Von den im Dezember 2024 für die Turniervorbereitung 19 Nominierten wurde Ferran Castillo aus dem Aufgebot gestrichen. Da Kauldi Odriozola sich im letzten Spiel des TIE verletzte, wurde auch er aus dem 18er-Kader gestrichen und am 13. Januar 2025 durch Carlos Álvarez ersetzt.
Zum Zeitpunkt des Turniers spielten fünf der 18 nominierten Handballer in der spanischen ersten Liga, je drei in der französischen, der deutschen und in der polnischen sowie je zwei in der portugiesischen und der ungarischen ersten Liga. Für sieben Spieler ist es die erste Teilnahme an einer Weltmeisterschaft.
| Nr. | Spieler                 | Alter | Position        | Verein                    | seit | Spiele | Tore | WM-Teilnahmen        |
| --- | ----------------------- | ----- | --------------- | ------------------------- | ---- | ------ | ---- | -------------------- |
| 01  | Gonzalo Pérez de Vargas | 34    | Torwart         | FC Barcelona              | 2012 | 193    | 018  | 1 (2023)             |
| 07  | Jan Gurri               | 22    | Rückraum Mitte  | Sporting Lissabon         | 2023 | 013    | 016  | 0                    |
| 08  | Agustín Casado          | 28    | Rückraum Mitte  | KC Veszprém               | 2021 | 062    | 166  | 1 (2023)             |
| 09  | Ian Tarrafeta           | 26    | Rückraum Mitte  | Pays d’Aix UC             | 2019 | 061    | 140  | 1 (2023)             |
| 10  | Alex Dujshebaev         | 32    | Rückraum rechts | KS Kielce                 | 2014 | 166    | 481  | 1 (2023)             |
| 14  | Ferrán Solé             | 32    | Rechtsaußen     | Paris Saint-Germain HB    | 2016 | 113    | 429  | 3 (2019, 2021, 2023) |
| 15  | Petar Cikusa            | 19    | Rückraum Mitte  | FC Barcelona              | 2023 | 08     | 09   | 0                    |
| 18  | Imanol Garciandia       | 29    | Rückraum rechts | SC Szeged                 | 2018 | 066    | 166  | 1 (2023)             |
| 20  | Abel Serdio             | 30    | Kreisläufer     | Wisła Płock               | 2018 | 056    | 111  | 1 (2023)             |
| 24  | Daniel Dujshebaev       | 27    | Rückraum links  | KS Kielce                 | 2017 | 102    | 224  | 3 (2019, 2021, 2023) |
| 25  | Sergey Hernández        | 29    | Torwart         | SC Magdeburg              | 2017 | 059    | 011  | 1 (2021)             |
| 34  | Carlos Álvarez          | 21    | Rechtsaußen     | Ademar León               | 2024 | 02     | 06   | 0                    |
| 37  | Víctor Romero           | 20    | Kreisläufer     | Club Balonmano Granollers | 2024 | 05     | 05   | 0                    |
| 51  | Miguel Sánchez-Migallón | 29    | Linksaußen      | Benfica Lissabon          | 2016 | 063    | 037  | 1 (2023)             |
| 70  | Daniel Fernández        | 23    | Linksaußen      | TVB 1898 Stuttgart        | 2021 | 051    | 181  | 1 (2023)             |
| 78  | Djordje Cikusa          | 19    | Rückraum rechts | Montpellier HB            | 2023 | 08     | 015  | 0                    |
| 80  | Ian Barrufet            | 20    | Linksaußen      | MT Melsungen              | 2025 | 03     | 05   | 0                    |
| 99  | Javier Rodríguez        | 22    | Kreisläufer     | FC Barcelona              | 2023 | 019    | 031  | 0                    |

## Turnierverlauf
Am 13. Januar 2025 flog die Mannschaft von Madrid nach Oslo, wo sie für das Turnier im Hotel Scandic Fornebu Quartier nahm, in dem alle in Oslo spielenden Mannschaften (bis auf die des Co-Organisators Norwegen) untergebracht sind.
Trainings fanden in der Nadderud Arena und der Humsund Hallen in Oslo statt.

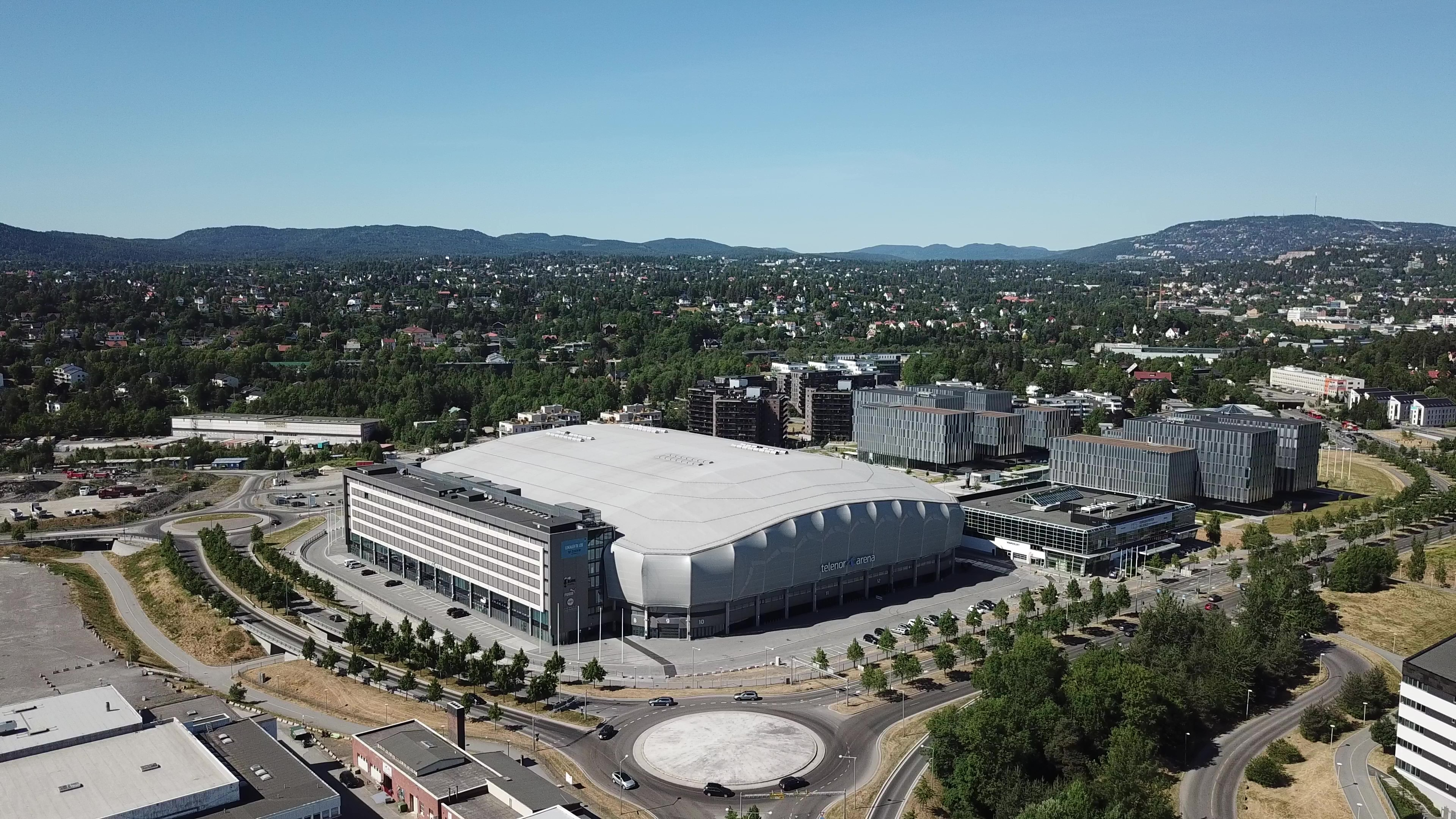
Die Unity Arena in Oslo (2018)

### Vorrunde (Gruppe F)
In der Vorrunde trat Spanien in der Gruppe F an. Die Zugehörigkeit zu den Vorrundengruppen wurde am 29. Mai 2024 ausgelost. Die 32 teilnehmenden Nationen wurden dafür in vier Lostöpfe aufgeteilt, die sich aus den Ergebnissen der letzten Weltmeisterschaft (2023) und denen der letzten Kontinentalmeisterschaften ergaben. Das Team des spanischen Verbands war im Lostopf 2 eingeteilt und wurde der Vorrundengruppe F zugelost, in der es auf die Mannschaften aus Schweden (Lostopf 1), Japan (Lostopf 3) und Chile (Lostopf 4) traf.
Schweden war als Dritter der Europameisterschaft 2024 qualifiziert, Spanien über die europäische Qualifikation, Japan als Zweiter der Asienmeisterschaft 2024 und Chile als Dritter der Süd- und zentralamerikanischen Meisterschaft 2024. Bei der vorhergehenden Weltmeisterschaft im Jahr 2023 mit 32 Teams hatten die Schweden den 4. Platz belegt, Spanien den 3. Platz und Chile den 26. Platz. Japan war zuletzt bei der Weltmeisterschaft 2021 angetreten, wo man Platz 19 von 32 Teams erreichte.
Das Team des schwedischen Verbands absolvierte in der Turniervorbereitung zwei Spiele gegen Island (31:31 in Kristianstad am 9. Januar sowie 26:24 in Malmö am 11. Januar 2025). Die Mannschaft aus Japan bereitete sich beim 4-Nationen-Turnier in Płock mit Spielen gegen Tunesien (8. Januar, 34:33), Polen (9. Januar, 29:30) und Österreich (10. Januar, 28:27) vor. Die Auswahl Chiles bestritt Freundschaftsspiele im spanischen Baskenland gegen Amenabar Zarautz (9. Januar) und eine baskische Auswahl (31:30, 12. Januar).
Die Spiele der Vorrundengruppe F wurden in der Unity Arena in Oslo ausgetragen.

#### Spanien – Chile (Vorrunde)
| 16. Januar 2025 18:00 Uhr | Spanien                           | 31:22                                       | Chile                                                 | Unity Arena, Oslo Zuschauer: 644 Schiedsrichter: Denis Bolić, Christoph Hurich |
| 16. Januar 2025 18:00 Uhr | meiste Tore: Daniel Fernández (5) | (17:13)                                     | meiste Tore: Erwin Feuchtmann, Esteban Salinas (je 5) | Unity Arena, Oslo Zuschauer: 644 Schiedsrichter: Denis Bolić, Christoph Hurich |
| 16. Januar 2025 18:00 Uhr | Strafen: 2×                       | Spielbericht der IHF Spielbericht der RFEBM | Strafen: 1×                                           | Unity Arena, Oslo Zuschauer: 644 Schiedsrichter: Denis Bolić, Christoph Hurich |

Der chilenische Verband nahm 2025 zum achten Mal an einer Weltmeisterschaft teil (erstmals 2011) und bestritt am 16. Januar 2025 gegen Spaniens Auswahl sein 50. Weltmeisterschaftsspiel.
Spanien bestritt bis dato drei Länderspiele gegen eine chilenische Auswahl, die Spanien alle gewann.
Das letzte Aufeinandertreffen war beim Vorrundenspiel der Weltmeisterschaft 2023, das Spanien am 14. Januar 2023 in Kraków mit 34:26 gewann.
In dem 16 Spieler umfassenden Turnierkader der Chilenen standen neun Spieler, die bei spanischen Vereinen aktiv waren. Drei davon spielten in der ersten spanischen Liga: Rodrigo Salinas und Esteban Salinas bei Bidasoa Irun sowie Francisco Ahumada bei Viveros Herol Balonmano Nava. Matias Paya (Blendio Sinfín) und Javier Frelijj (Lanzarote BM San José Obrero) standen in der División de Honor Plata auf dem Feld, Felipe Garcia (BM Zamora), Danilo Salgado (BM Pozuelo), Benjamin Illesca (CBM Gáldar) und Cristobal Oyarzun (BM Santoña) in der Primera Nacional. Trainer der Chilenen ist der Spanier Aitor Etxaburu.
Für Spanien wurden Gonzalo Pérez de Vargas, Jan Gurri, Agustín Casado, Ian Tarrafeta, Alex Dujshebaev, Ferrán Solé, Imanol Garciandía, Abel Serdio, Daniel Dujshebaev, Sergey Hernández, Carlos Álvarez, Miguel Sánchez-Migallón, Daniel Fernández, Djordje Cikusa, Ian Barrufet und Javier Rodríguez aufgestellt, für Chile Vicente González, Esteban Salinas, Felipe García, Benjamin Illesca, Rodrigo Salinas, Cristobal Oyarzún, Matias Paya, Joshua Mesías, Luciano Scaramelli, Daniel Ayala, Danilo Salgado, Erwin Feuchtmann, Francisco Ahumada, Arian Delgado, Rodrigo Aedo und Javier Frelijj.
Die chilenische Mannschaft hatte vor 644 Zuschauern den Anwurf, das erste Tor erzielte jedoch Agustín Casado für die Spanier (1. min), die die Spieler Sergey Hernández, Carlos Álvarez, Imanol Garciandia, Javier Rodríguez, Miguel Sánchez-Migallón, Agustín Casado und Daniel Fernández in der Startformation aufgeboten hatten. In der 5. Minute ging Chile mit 3:4 in Führung, in der 18. Minute konnte Spanien mit dem Treffer zum 12:11 durch Daniel Fernández wieder in Führung gehen. Mit dem 17:13 nach Carlos Álvarez' Tor in der 28. Minute gingen die Teams auch in die Halbzeitpause. Das erste Tor in der 2. Halbzeit erzielte das chilenische Team in der 32. Minute, das erste spanische Tor warf Alex Dujshebaev in der 33. Minute zum 18:14. Die Spanier gaben die Führung nicht mehr aus der Hand. Das letzte Tor warf Carlos Álvarez praktisch mit der Schlusssirene.
| min.:  | 05.   | 10.   | 15.   | 20.   | 25.   | 30.   | 35.   | 40.   | 45.   | 50.   | 55.   | 60.   |
| ------ | ----- | ----- | ----- | ----- | ----- | ----- | ----- | ----- | ----- | ----- | ----- | ----- |
| Stand: | 02:04 | 07:09 | 09:11 | 13:11 | 15:13 | 17:13 | 18:15 | 21:17 | 24:17 | 26:18 | 29:21 | 31:22 |

Die spanische Mannschaft gewann das Spiel mit 31:22 (17:13). Die Treffer für Spanien erzielten Daniel Fernández (5), Ian Tarrafeta (4), Imanol Garciandía (4), Carlos Álvarez (4), Alex Dujshebaev (3), Ferrán Solé (3), Agustín Casado (2), Daniel Dujshebaev (2), Jan Gurri (1), Djordje Cikusa (1), Ian Barrufet (1) und Javier Rodríguez (1). Sergey Hernández hielt 17 von 38 Würfen auf sein Tor, Gonzalo Pérez de Vargas einen von zwei Würfen. Abel Serdio und Miguel Sánchez-Migallón erhielte je eine Zwei-Minuten-Strafe.
Sergey Hernández wurde als Player of the Match ausgezeichnet. Jan Gurri, Carlos Álvarez, Djordje Cikusa, Ian Barrufet und Javier Rodríguez standen erstmals bei einer Weltmeisterschaft auf dem Feld.

#### Spanien – Japan (Vorrunde)
| 18. Januar 2025 18:00 Uhr | Spanien                      | 39:20                                       | Japan                        | Unity Arena, Oslo Zuschauer: 2.880 Schiedsrichter: Karim Gasmi, Raouf Gasmi |
| 18. Januar 2025 18:00 Uhr | meiste Tore: Abel Serdio (7) | (20:11)                                     | meiste Tore: Kota Nakata (4) | Unity Arena, Oslo Zuschauer: 2.880 Schiedsrichter: Karim Gasmi, Raouf Gasmi |
| 18. Januar 2025 18:00 Uhr | Strafen: 1× 7×               | Spielbericht der IHF Spielbericht der RFEBM | Strafen: 4× 2×               | Unity Arena, Oslo Zuschauer: 2.880 Schiedsrichter: Karim Gasmi, Raouf Gasmi |

Die Weltmeisterschaft 2025 war für den japanischen Verband die zwölfte Teilnahme.
In den zehn Aufeinandertreffen bei Länderspielen bis August 2024 konnte sich Spanien jeweils durchsetzen. Erstmals standen sich die Mannschaften der beiden Verbände am 19. Januar 1967 in einem Freundschaftsspiel (27:21) gegenüber. Spanien und Japan spielten zuletzt am 31. Juli 2024 in Paris in der Vorrunde bei den Olympischen Spielen 2024 gegeneinander, Spanien gewann mit 37:33.
Bei einer Weltmeisterschaft spielten die Teams zuletzt am 14. Januar 2019 in der Vorrundengruppe B der Weltmeisterschaft 2019 gegeneinander; Spanien gewann das Spiel mit 26:22.
Das Team aus Japan wurde seit August 2024 vom Spanier Toni Gerona trainiert, auch dessen Vorgänger, Antonio Ortega, ist Spanier.
Für beide Teams war es das zweite Spiel bei der Weltmeisterschaft 2025. Japan hatte sein erstes Spiel mit 21:39 gegen Schweden verloren, Spanien gegen Chile mit 31:22 gewonnen.
Trainer Ribera stellte für Spanien Gonzalo Pérez de Vargas, Agustín Casado, Ian Tarrafeta, Alex Dujshebaev, Ferrán Solé, Petar Cikusa, Imanol Garciandía, Abel Serdio, Daniel Dujshebaev, Sergey Hernández, Carlos Álvarez, Miguel Sánchez-Migallón, Daniel Fernández, Djordje Cikusa, Ian Barrufet und Javier Rodríguez auf. In Japans Auswahl standen Daisuke Okamoto, Ren Arase, Tsubasa Nakamura, Asumi Kitazume, Kotaro Mizumachi, Naoki Sugioka, Hiroyasu Tamakawa, Shinnosuke Tokuda, Seito Yano, Tatsuki Yoshino, Naoki Fujisaka, Kota Nakata, Nikita Nakaoki, Soya Ichihara und Naoki Yamaguchi.
In der spanischen Startformation vor 2.880 Zuschauern standen Gonzalo Pérez de Vargas, Agustín Casado, Imanol Garciandía, Abel Serdio, Carlos Álvarez, Miguel Sánchez-Migallón und Daniel Fernández. Das japanische Team warf das erste Tor im Spiel und erhöhte auf 0:2 (3. min), Abel Serdio warf das erste Tor für Spanien zum 1:2 (4. min). Die Spanier gaben fortan die Führung nicht mehr ab, in die Halbzeitpause gingen die Teams nach einem Treffer von Daniel Dujshebaev zum Stand von 20:11 (30. min). In die zweite Halbzeit startete Japan wieder mit zwei Treffern in Folge zum 20:13, Petar Cikusa warf das erste spanische Tor der zweiten Halbzeit zum 21:13 (35. min). Das letzte Tor im Spiel erzielte Ian Tarrafeta für Spanien (60. min).
| min.:  | 05.   | 10.   | 15.   | 20.   | 25.   | 30.   | 35.   | 40.   | 45.   | 50.   | 55.   | 60.   |
| ------ | ----- | ----- | ----- | ----- | ----- | ----- | ----- | ----- | ----- | ----- | ----- | ----- |
| Stand: | 03:02 | 08:04 | 10:05 | 12:07 | 15:10 | 20:11 | 21:13 | 25:14 | 30:15 | 33:17 | 35:19 | 39:20 |

Die spanische Mannschaft gewann das Spiel mit 39:20 (20:11). Die 39 Treffer für Spanien erzielten Abel Serdio (7), Petar Cikusa (6), Carlos Álvarez (5), Ian Tarrafeta (4), Ferrán Solé (4), Imanol Garciandía (3), Djordje Cikusa (3), Alex Dujshebaev (2), Ian Barrufet (2), Agustín Casado (1), Daniel Dujshebaev (1) und Miguel Sánchez-Migallón (1). Gonzalo Pérez de Vargas hielt 16 von 34 Würfen auf sein Tor, Sergey Hernández einen von drei Würfen Abel Serdio bekam eine Gelbe Karte; Zwei-Minuten-Zeitstrafen ergingen gegen Agustín Casado (1), Imanol Garciandía (1), Daniel Dujshebaev (1), Djordje Cikusa (2) und Ian Barrufet (2).
Petar Cikusa, der in diesem Spiel erstmals bei einer Weltmeisterschaft eingesetzt wurde, erhielt die Ehrung als Player of the Match.

#### Schweden – Spanien (Vorrunde)
| 20. Januar 2025 20:30 Uhr | Schweden                         | 29:29                                       | Spanien                      | Unity Arena, Oslo Zuschauer: 2.446 Schiedsrichter: Ádám Bíró, Olivér Kiss |
| 20. Januar 2025 20:30 Uhr | meiste Tore: Albin Lagergren (9) | (16:11)                                     | meiste Tore: Ferrán Solé (7) | Unity Arena, Oslo Zuschauer: 2.446 Schiedsrichter: Ádám Bíró, Olivér Kiss |
| 20. Januar 2025 20:30 Uhr | Strafen: 3×                      | Spielbericht der IHF Spielbericht der RFEBM | Strafen: 1×                  | Unity Arena, Oslo Zuschauer: 2.446 Schiedsrichter: Ádám Bíró, Olivér Kiss |

Schweden nahm zum 27. Mal an einer Weltmeisterschaft teil. Vier Mal konnte eine Auswahl des schwedischen Verbands eine Weltmeisterschaft gewinnen (1954, 1958, 1990 und 1999).
In 64 Länderspielen standen sich Spanien und Schweden zuvor gegenüber; die Spanier gewannen davon 33, die Schweden 30; ein Spiel ging unentschieden aus. Das erste Spiel zwischen den beiden Mannschaften, das zugleich das erste Länderspiel überhaupt für die Spanier war, fand am 15. April 1953 in Madrid statt; die Spanier verloren mit 12:23. Am 29. Juli 2024 standen sich die Auswahlen in Paris in der Vorrunde der Olympischen Spiele 2024 gegenüber, Spanien verlor das Spiel mit 26:29.
Bei der letzten Weltmeisterschaft standen sich beide Teams im Spiel um Platz 3 gegenüber, das Spaniens Auswahl am 12. März 2023 in Stockholm mit 39:36 für sich entscheiden konnte.
In dem 35 Spieler umfassenden provisorischen Turnierkader des schwedischen Verbands standen mit Jonathan Carlsbogård und Hampus Wanne zwei Spieler, die beim spanischen Verein FC Barcelona in der ersten spanischen Liga aktiv waren.
Für beide Teams war es das dritte Spiel bei der Weltmeisterschaft 2025. Schweden hatte sein erstes Spiel mit 39:21 gegen Japan und sein zweites Spiel mit 42:30 gegen Chile gewonnen. Spanien hatte im ersten Spiel mit 31:22 gegen Chile und im zweiten Spiel mit 39:20 gegen Japan gewonnen. Beide Teams waren dadurch schon vor dem letzten Spiel für die Hauptrunde (Gruppe III) qualifiziert, da die gegeneinander erzielten Punkte mit in die Hauptrunde übernommen werden war das Spiel jedoch ebenfalls für beide wichtig.
Im spanischen Aufgebot zur Partie standen Gonzalo Pérez de Vargas, Agustín Casado, Ian Tarrafeta, Alex Dujshebaev, Ferrán Solé, Petar Cikusa, Imanol Garciandía, Abel Serdio, Daniel Dujshebaev, Sergey Hernández, Carlos Álvarez, Miguel Sánchez-Migallón, Daniel Fernández, Djordje Cikusa, Ian Barrufet und Javier Rodríguez. Schwedens Aufgebot bestand aus Jonathan Carlsbogård, Felix Möller, Niclas Ekberg, Andreas Palicka, Sebastian Karlsson, Hampus Wanne, Lucas Pellas, Albin Lagergren, Jim Gottfridsson, Jonathan Edvardsson, Edwin Aspenbäck, Lukas Sandell, Andreas Nilsson, Eric Johansson, Olle Forsell Schefvert und Fabian Norsten.
Das erste Tor im Spiel vor 2.446 Zuschauern erzielten die Schweden (3. min), das erste Tor für das spanische Team, in dessen Startformation Gonzalo Pérez de Vargas, Agustín Casado, Imanol Garciandía, Abel Serdio, Daniel Dujshebaev, Carlos Álvarez und Daniel Fernández standen, warf Daniel Dujshebaev zum 1:1-Ausgleich (4. min). Bis zum 4:4 durch Ian Tarrafeta (10. min) war das Spiel ausgeglichen, dann erhöhten die Schweden ihre Spielführung bis auf 9:4 (16. min), in der 24. Spielminute sogar auf einen Vorsprung von sieben Toren beim 15:8. Ferrán Solé stellte mit dem letzten Tor in der ersten Hälfte den Halbzeitstand von 16:11 her. Das erste Tor in der zweiten Halbzeit erzielte Daniel Dujshebaev für Spanien zum 16:12 (32. min). Bis zur 49. Spielminute (25:20) führten die Schweden fortan stets mit vier bis fünf Toren Vorsprung. In der 56. Spielminute schafften die Spanier durch ein Tor von Daniel Dujshebaev zum 27:26 erstmals wieder den Anschluss, in der 59. Minute durch Ian Tarrafeta den Ausgleich zum 28:28. Nach der erneuten Führung der Schweden zum 29:28 (60. min) warf Alex Dujshebaev sechs Sekunden vor Spielende aus zehn Metern den Schlusstreffer der Partie, sein Bruder Daniel Dujshebaev wehrte im Anschluss noch den langen Wurf des schwedischen Torwarts auf das leere Tor der spanischen Mannschaft ab.
| min.:  | 05.   | 10.   | 15.   | 20.   | 25.   | 30.   | 35.   | 40.   | 45.   | 50.   | 55.   | 60.   |
| ------ | ----- | ----- | ----- | ----- | ----- | ----- | ----- | ----- | ----- | ----- | ----- | ----- |
| Stand: | 01:01 | 04:04 | 07:04 | 12:07 | 15:08 | 16:11 | 18:12 | 20:14 | 23:17 | 25:22 | 27:24 | 29:29 |

Das Spiel endete 29:29 unentschieden. Die 29 Tore der spanischen Auswahl warfen Ferrán Solé (7), Ian Tarrafeta (4), Alex Dujshebaev (4), Daniel Dujshebaev (4), Abel Serdio (3), Imanol Garciandía (2), Javier Rodríguez (2), Petar Cikusa (1), Miguel Sánchez-Migallón (1) und v (1).
Gonzalo Pérez de Vargas wurde für eine Fair-Play-Aktion als Player of the Match ausgezeichnet. Er hatte in der 40. Spielminute beim Stand von 20:14 für Schweden einen Siebenmeterwurf von Hampus Wanne abgewehrt und den Spielball ins Gesicht bekommen; als der ungarische Schiedsrichter daraufhin die Rote Karte gegen Wanne zog intervenierte der spanische Torwart und wies den Schiedsrichter darauf hin, dass der Ball von seinem eigenen Arm ins Gesicht gesprungen war. Der Schiedsrichter nahm die Rote Karte darauf zurück, Wanne blieb im Spiel.

#### Tabelle der Vorrunde, Gruppe F
Die ersten drei Mannschaften nach der Vorrunde zogen in die Hauptrunde ein. Nach dem ersten Spieltag am 16. Januar lagen Schweden (1.) und Spanien (2.) mit je zwei Punkten vor den punktlosen Teams Chile (3.) und Japan (4.), so war auch der Tabellenstand nach dem zweiten Spieltag. Somit waren Schweden und Spanien bereits vorzeitig für die Hauptrunde qualifiziert. Chile besiegte am letzten Spieltag Japan und sicherte sich damit Platz 3, die punktgleichen Teams aus Schweden und Spanien trennten sich unentschieden 29:29. Über die Platzierungen 1 und 2 entschied daher das bessere Gesamttorverhältnis der Schweden (+30) gegenüber Spanien (+28).

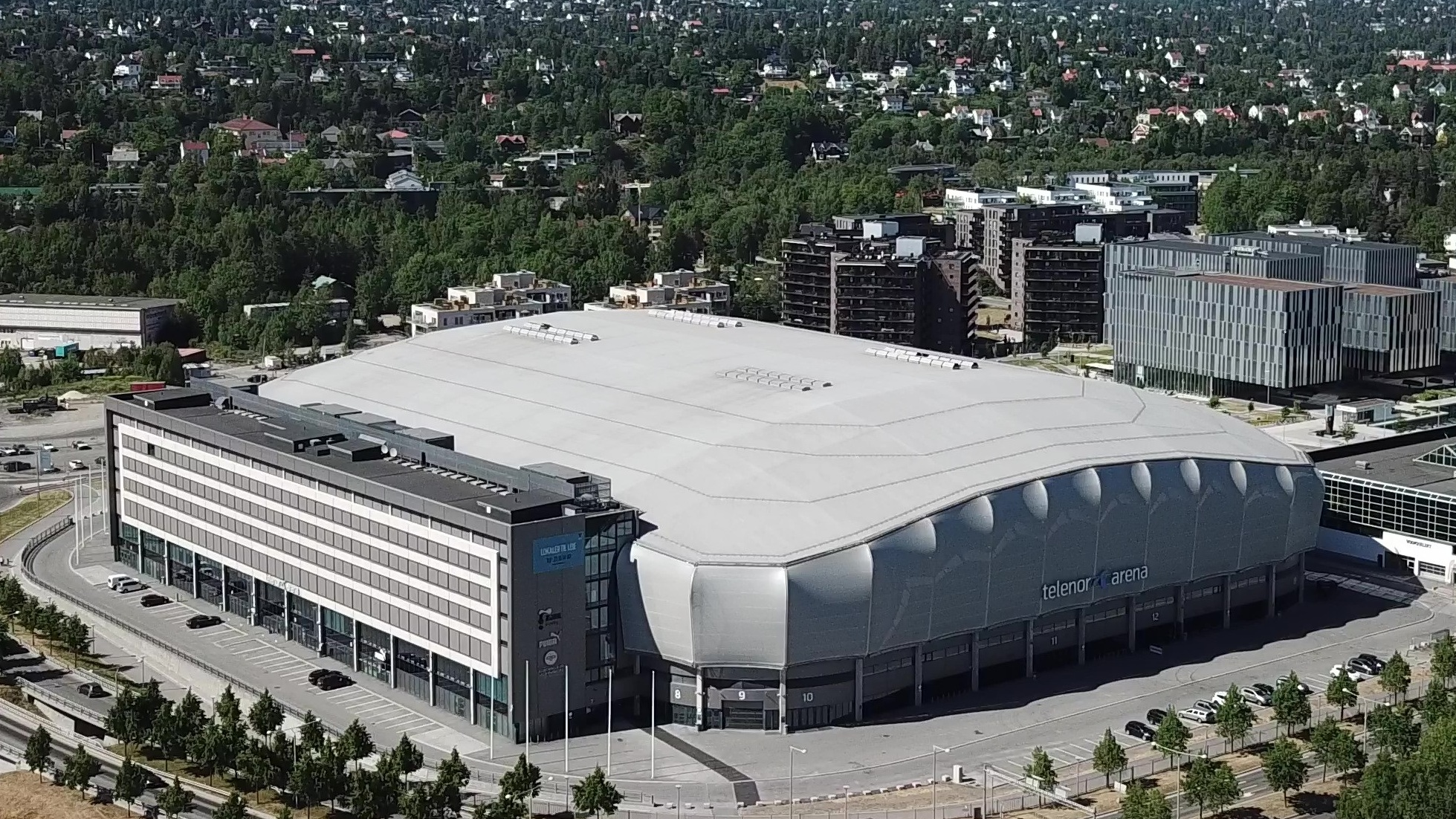
Die Unity Arena in Oslo (2018)

| Pl.                                 | Land     | Sp. | S | U | N | Tore     | Diff. | Punkte |
| ----------------------------------- | -------- | --- | - | - | - | -------- | ----- | ------ |
| 1.                                  | Schweden | 3   | 2 | 1 | 0 | 0110:800 | +30   | 5      |
| 2.                                  | Spanien  | 3   | 2 | 1 | 0 | 099:710  | +28   | 5      |
| 3.                                  | Chile    | 3   | 1 | 0 | 2 | 083:990  | −16   | 2      |
| 4.                                  | Japan    | 3   | 0 | 0 | 3 | 067:1090 | −42   | 0      |
| Quelle: IHF, Stand: 20. Januar 2025 |          |     |   |   |   |          |       |        |

|          | Schweden | Spanien | Chile | Japan |
| -------- | -------- | ------- | ----- | ----- |
| Schweden |          | 29:29   | –     | 39:21 |
| Spanien  | –        |         | 31:22 | 39:20 |
| Chile    | 30:42    | –       |       | –     |
| Japan    | –        | –       | 26:31 |       |

### Hauptrunde (Gruppe III)
In der Hauptrunde treffen die drei qualifizierten Teams der Vorrundengruppe F auf die drei in der Vorrundengruppe E qualifizierten Mannschaften Portugal (1. der Vorrundengruppe), Brasilien (2.) und Norwegen (3.).
Norwegen war als Co-Organisator, Portugal über die europäischen Qualifikationswettbewerbe und Brasilien als Erster der Süd- und zentralamerikanischen Meisterschaft 2024 für die Weltmeisterschaft 2025 qualifiziert.
Die Spiele der Hauptrundengruppe III werden in der Unity Arena in Oslo ausgetragen.

#### Norwegen – Spanien (Hauptrunde, Gruppe III)
| 22. Januar 2025 20:30 Uhr | Norwegen                         | 25:24                                       | Spanien                            | Unity Arena, Oslo Zuschauer: 5.508 Schiedsrichter: Amar Konjičanin, Dino Konjičanin |
| 22. Januar 2025 20:30 Uhr | meiste Tore: Tobias Grøndahl (7) | (10:13)                                     | meiste Tore: Imanol Garciandia (6) | Unity Arena, Oslo Zuschauer: 5.508 Schiedsrichter: Amar Konjičanin, Dino Konjičanin |
| 22. Januar 2025 20:30 Uhr | Strafen: 2×                      | Spielbericht der IHF Spielbericht der RFEBM | Strafen: 2×                        | Unity Arena, Oslo Zuschauer: 5.508 Schiedsrichter: Amar Konjičanin, Dino Konjičanin |

Eine norwegische Auswahl nahm zum 18. Mal an einer Weltmeisterschaft teil.
Von den bis dato 47 ausgetragenen Spielen zwischen Spanien und Norwegen gewann die spanische Auswahl 34, die norwegische Auswahl elf. Zwei Spiele endeten unentschieden. Am 22. November 1964 standen sich eine norwegische und eine spanische Auswahl erstmals gegenüber. Das Spiel in Oslo gewannen die Norweger mit 22:11. Zuletzt waren die beiden Teams am 11. Januar 2025 beim Torneo Internacional de España de balonmano 2025 aufeinandergetroffen, Spanien gewann dieses Spiel in Castelló de la Plana mit 33:31.
Das letzte Spiel gegeneinander bei einer Weltmeisterschaft gewannen die Spanier am 25. Januar 2023 in Gdańsk mit 35:34 im Viertelfinale dieser Weltmeisterschaft.
In der Vorrundengruppe E der Weltmeisterschaft 2025 spielte Norwegen gegen Brasilien (26:29) und gegen Portugal (28:31) sowie gegen die Vereinigten Staaten (33:17) und kam als Gruppendritter in die Hauptrunde.
Für Spanien wurden Gonzalo Pérez de Vargas, Jan Gurri, Agustín Casado, Ian Tarrafeta, Alex Dujshebaev, Ferrán Solé, Petar Cikusa, Imanol Garciandía, Abel Serdio, Daniel Dujshebaev, Sergey Hernández, Carlos Álvarez, Miguel Sánchez-Migallón, Daniel Fernández, Ian Barrufet und Javier Rodríguez aufgestellt, für Norwegen Vetle Eck Aga, Sander Sagosen, Sebastian Barthold, Petter Øverby, Mario Matic, Kent Robin Tønnesen, Kristian Bjørnsen, Magnus Gullerud, Tobias Grøndahl, Christian O’Sullivan, Torbjørn Bergerud, Kasper Thorsen Lien, Andrè Bergsholm Kristensen, August Pedersen, Simen Ulstad Lyse und Magnus Rød.
Das spanische Team, das vor 5.508 Zuschauern mit Gonzalo Pérez de Vargas, Agustín Casado, Alex Dujshebaev, Daniel Dujshebaev, Carlos Álvarez, Daniel Fernández und Javier Rodríguez in das Spiel gestartet war, ging in der 2. Spielminute durch Daniel Dujshebaev in Führung, Norwegens erstes Tor war der Anschluss zum 1:2 (4. min). In der 7. Minute ging Norwegen beim 4:3 erstmals in Führung, Spanien holte sich in der 13. Minute beim 6:7 durch Imanol Garciandía die Führung zurück. Nach einem letzten Treffer durch Gonzalo Pérez de Vargas in das leere Tor der Norwoger stand es zur Halbzeitpause 10:13. In der zweiten Spielhälfte warfen die Norweger das erste Tor (11:13, 34. min). Das erste Tor in der 2. Halbzeit für Spanien warf Ian Tarrafeta zum 11:14 (34. min). Die Spanier bauten in der Folge ihre Führung bis auf fünf Tore aus, als Imanol Garciandía zum 13:18 traf (40. min). In der 50. Spielminute gelang den Norwegern dann beim 21:22 erstmals wieder der Anschluss, durch einen 5:0-Lauf ab der 49. Minute führten sie in der 56. Minute mit 24:22. Javier Rodríguez erzielte den Treffer zum 24:23 (57. min), Imanol Garciandía den letzten Treffer der Partie in der 58. Spielminute. In der letzten Sekunde des Spiels entschieden die Schiedsrichter nach Videobeweis auf direkten Freiwurf für Spanien statt auf einen möglichen Siebenmeter, den Freiwurf vom 9-m-Kreis konnte Imanol Garciandía nicht verwandeln.
| min.:  | 05.   | 10.   | 15.   | 20.   | 25.   | 30.   | 35.   | 40.   | 45.   | 50.   | 55.   | 60.   |
| ------ | ----- | ----- | ----- | ----- | ----- | ----- | ----- | ----- | ----- | ----- | ----- | ----- |
| Stand: | 02:03 | 06:05 | 07:07 | 09:11 | 10:11 | 10:13 | 12:14 | 14:18 | 17:20 | 21:22 | 23:22 | 25:24 |

Das Spiel endete 25:24. Torschützen für die spanische Mannschaft waren Imanol Garciandía (6 Treffer), Daniel Dujshebaev (5), Alex Dujshebaev (4), Ferrán Solé (3), Javier Rodríguez (2), Gonzalo Pérez de Vargas (1), Ian Tarrafeta (1), Daniel Fernández (1) und Ian Barrufet (1). Gonzalo Pérez de Vargas hielt acht von 32 Würfen auf sein Tor (Fangquote 25 Prozent), Sergey Hernández war nur bei einem Siebenmeter eingesetzt, den er nicht halten konnte.

#### Spanien – Portugal (Hauptrunde, Gruppe III)
| 24. Januar 2025 18:00 Uhr | Spanien                           | 29:35                                       | Portugal                         | Unity Arena, Oslo Zuschauer: 2.865 Schiedsrichter: Gjorgji Načevski, Slave Nikolov |
| 24. Januar 2025 18:00 Uhr | meiste Tore: Daniel Fernández (6) | (16:15)                                     | meiste Tore: Francisco Costa (8) | Unity Arena, Oslo Zuschauer: 2.865 Schiedsrichter: Gjorgji Načevski, Slave Nikolov |
| 24. Januar 2025 18:00 Uhr | Strafen: 1× 6×                    | Spielbericht der IHF Spielbericht der RFEBM | Strafen: 1× 4×                   | Unity Arena, Oslo Zuschauer: 2.865 Schiedsrichter: Gjorgji Načevski, Slave Nikolov |

Eine portugiesische Mannschaft nahm zum 6. Mal an einer Weltmeisterschaft teil.
38 Mal trafen die Auswahlen Spaniens und Portugals bisher aufeinander. Die Spanier gewannen 32 der Partien, vier gewannen die Portugiesen, ein Spiel endete unentschieden; von einem weiteren Spiel ist das Ergebnis nicht bekannt. Das erste Spiel zwischen Spanien und Portugal gewann am 14. April 1956 in Barcelona die spanische Auswahl mit 14:9. Das bis dato letzte Aufeinandertreffen hatte Spanien am 10. Juli 2021 in Vigo mit 38:32 gewonnen.
Bei einer Weltmeisterschaft standen sich eine spanische und eine portugiesische Nationalmannschaft zuletzt am 24. Mai 1997 in Yamaga beim Vorrundenspiel in Gruppe C gegenüber, dieses Spiel gewann Spanien mit 29:26.
Im portugiesischen Turnieraufgebot steht mit Luís Frade ein in der spanischen ersten Liga aktiver Spieler.
In der Vorrundengruppe E der Weltmeisterschaft 2025 spielte Portugal gegen Brasilien (30:26) und gegen Norwegen (31:28) sowie gegen die Vereinigten Staaten (30:21) und kam als Gruppenerster in die Hauptrunde. Das erste Spiel Portugals in der Hauptrunde endete gegen Schweden mit 37:37.
Die portugiesische Mannschaft war vor dem Spiel gegen die spanische Auswahl Erster der Hauptrundengruppe III, Spanien Vierter. Spanien brauchte, um aus eigener Kraft ins Viertelfinale zu kommen, im Spiel gegen Portugal sowie im anstehenden Spiel gegen Brasilien jeweils einen Sieg.
Die RFEBM bot die Spieler Gonzalo Pérez de Vargas, Agustín Casado, Ian Tarrafeta, Alex Dujshebaev, Ferrán Solé, Petar Cikusa, Imanol Garciandía, Abel Serdio, Daniel Dujshebaev, Sergey Hernández, Carlos Álvarez, Miguel Sánchez-Migallón, Daniel Fernández, Djordje Cikusa, Ian Barrufet und Javier Rodríguez auf, der portugiesische Handballverband Pedro Portela, Victor Iturriza, Rui Silva, Diogo Marques, Leonel Fernandes, Diogo Branquinho, António Areia, Francisco Costa, Salvador Salvador, Gustavo Capdeville, André Sousa, João Gomes, Martim Costa, Miguel Oliveira, Luís Frade und Fábio Magalhães auf.
In der Startformation der Spanier liefen Agustín Casado, Ian Tarrafeta, Ferrán Solé, Imanol Garciandía, Sergey Hernández, Miguel Sánchez-Migallón und Ian Barrufet auf. Das spanische Team ging durch ein Tor von Ian Barrufet auch in Führung zum 1:0 (2. min). In der 13. Spielminute ging erstmals die portugiesische Mannschaft in Führung (zum 7:8). Den Spaniern gelang danach eine teilweise 4-Tore-Führung (12:8, 20. Minute), in der 27. Spielminute glichen die Portugiesen beim 14:14 erstmals wieder aus. Das letzte Tor in der ersten Halbzeit erzielte Ferrán Solé in der 30. Minute zum 16:15. Das erste Tor in der zweiten Spielhälfte gelang Alex Dujshebaev mit dem 17:15 in der 31. Minute. In der 37. Minute stand es wieder unentschieden (19:19), dann warfen die Portugiesen das Tor zur 19:20-Führung (39. min). Ab diesem Zeitpunkt gaben die Portugiesen die Führung nicht mehr ab. Die Portugiesen waren es auch, denen das letzte Tor der Partie gelang.
| min.:  | 05.   | 10.   | 15.   | 20.   | 25.   | 30.   | 35.   | 40.   | 45.   | 50.   | 55.   | 60.   |
| ------ | ----- | ----- | ----- | ----- | ----- | ----- | ----- | ----- | ----- | ----- | ----- | ----- |
| Stand: | 03:02 | 06:06 | 08:08 | 12:09 | 14:13 | 16:15 | 19:18 | 19:21 | 21:22 | 23:25 | 24:30 | 29:35 |

Das Spiel endete 29:35. Die 29 Tore für Spanien warfen Daniel Fernández (6), Agustín Casado (5), Alex Dujshebaev (4), Ian Tarrafeta (3), Imanol Garciandía (3), Ian Barrufet (3), Ferrán Solé (2), Abel Serdio (2) und Javier Rodríguez (1). Gonzalo Pérez de Vargas hielt zwei von 16 Würfen auf sein Tor (Fangquote 13 Prozent) und Sergey Hernández fünf von 22 Würfen (23 Prozent). Strafen gingen gegen Miguel Sánchez-Migallón (eine Gelbe Karte, eine 2-min-Zeitstrafe), Agustín Casado (2 min), Imanol Garciandía (2 min), Daniel Fernández (2 min) und Ian Barrufet (2 × 2 min).
Petar Cikusa und Carlos Álvarez standen im Hauptrundenspiel gegen Portugal im Aufgebot, erhielt aber keine Spielzeit.
Für die spanische Auswahl stand am Ende des zweiten Spieltags das Ausscheiden aus dem Turnier nach der Hauptrunde fest.

#### Spanien – Brasilien (Hauptrunde, Gruppe III)
| 26. Januar 2025 18:00 Uhr | Spanien                                         | 25:26                                         | Brasilien                          | Unity Arena, Oslo Zuschauer: 4.878 Schiedsrichter: Bojan Lah, David Sok |
| 26. Januar 2025 18:00 Uhr | meiste Tore: Petar Cikusa, Víctor Romero (je 4) | (13:14)                                       | meiste Tore: Rudolph Hackbarth (6) | Unity Arena, Oslo Zuschauer: 4.878 Schiedsrichter: Bojan Lah, David Sok |
| 26. Januar 2025 18:00 Uhr | Strafen: 1× 2×                                  | Spielstatistik der IHF Spielbericht der RFEBM | Strafen: 3×                        | Unity Arena, Oslo Zuschauer: 4.878 Schiedsrichter: Bojan Lah, David Sok |

Eine Auswahl Brasiliens nimmt zum 17. Mal an einer Weltmeisterschaft teil.
Insgesamt 22 Partien gab es vor diesem Spiel zwischen Spanien und Brasilien. Davon gewann die spanische Auswahl 20, ein Spiel gewann Brasilien, eins ging unentschieden aus. Erstmals spielten Spanien und Brasilien am 12. Mai 1995 bei der Weltmeisterschaft 1995 gegeneinander, das Spiel in der Vorrundengruppe D gewann Spanien in Akureyri mit 21:13. Das letzte Aufeinandertreffen war das Spiel am 17. März 2024 in der Olympiaqualifikation 2024, das Spanien in Granollers mit 28:26 gewann.
Bei einer Weltmeisterschaft waren die Mannschaften zuletzt am 15. Januar 2021 in Neue Hauptstadt Ägyptens beim Vorrundenspiel in Gruppe B aufeinandergetroffen, das Spiel endete 29:29.
In der brasilianischen Nationalmannschaft stehen fünf Spieler, die in Spaniens erster Liga spielen: Thiagus Petrus (FC Barcelona), Rudolph Hackbarth (Rebi Balonmano Cuenca), Tarcisio Freitas (Recoletas Atlético Valladolid), Denys da Silva (Atlético Novás) sowie Mateus Buda (Viveros Herol Balonmano Nava). Denys da Silva wechselte im Laufe der Weltmeisterschaft vom Zweitligisten Atlético Novás zum Erstligisten Ángel Ximénez Puente Genil.
In der Vorrundengruppe E der Weltmeisterschaft 2025 spielte Brasilien gegen Norwegen (29:26) und gegen Portugal (26:30) sowie gegen die Vereinigten Staaten (31:24) und kam als Gruppenzweiter in die Hauptrunde. Das erste Spiel Brasiliens in der Hauptrunde endete gegen Chile mit 28:24, das zweite gegen Schweden 27:24. Damit war Brasilien schon vor dem Spiel gegen Spanien für das Viertelfinale der Weltmeisterschaft 2025 qualifiziert, die Spanier konnten das Viertelfinale nicht mehr erreichen.
Im spanischen Aufgebot zur Partie standen Gonzalo Pérez de Vargas, Jan Gurri, Agustín Casado, Ian Tarrafeta, Alex Dujshebaev, Ferrán Solé, Petar Cikusa, Imanol Garciandía, Abel Serdio, Sergey Hernández, Carlos Álvarez, Víctor Romero, Miguel Sánchez-Migallón, Daniel Fernández, Djordje Cikusa und Ian Barrufet. Im brasilianischen Aufgebot standen Joel Matos Santos, Leandro Monte sa Silva, Rangel da Rosa, Bryan Monte, Marcos da Silva, Haniel Langaro, Renan Iziquiel Pinheiro da Silva, Vinícios Carvalho, Denys da Silva, Rudolph Hackbarth, Edney Oliveira, Guilherme Borges, Acácio Filho, Gustavo Rodrigues, Mateus Nascimento und =Jean-Pierre Dupoux.
Zum Anpfiff standen für Spanien Jan Gurri, Ian Tarrafeta, Imanol Garciandía, Sergey Hernández, Carlos Álvarez, Miguel Sánchez-Migallón und Ian Barrufet auf dem Feld. Den Brasilianern gelang das erste Tor der Partie, das erste Tor für die Spanier warf Imanol Garciandía zum 1:1 (2. min). Anschließend ging Brasilien wieder in Führung (3. min) und behielt diese bis zur Halbzeitpause; das letzte Tor der ersten Halbzeit warf Víctor Romero zum 13:14 (30. min). In der zweiten Halbzeit konnten die Spanier mit dem ersten Tor dieser Spielhälfte durch Daniel Fernández zum 14:14 in der 32. Spielminute erstmals wieder ausgleichen, in der 36. Spielminute gingen sie mit 16:15 durch ein Tor von Víctor Romero zum zweiten (und letzten) Mal in Führung. Nach dem 17:18 (40. min) gab Brasilien die Führung bis zum Ende der Partie nicht mehr ab, zwischenzeitlich hatten die Spanier durch Jan Gurri in der 50. Spielminute noch zum 22:22 ausgleichen können. Das letzte Tor in der Partie warf Imanol Garciandía zum 25:26 in der Schlussminute.
| min.:  | 05.   | 10.   | 15.   | 20.   | 25.   | 30.   | 35.   | 40.   | 45.   | 50.   | 55.   | 60.   |
| ------ | ----- | ----- | ----- | ----- | ----- | ----- | ----- | ----- | ----- | ----- | ----- | ----- |
| Stand: | 01:02 | 03:04 | 04:08 | 06:09 | 10:11 | 13:14 | 15:15 | 17:18 | 18:21 | 22:22 | 22:24 | 25:26 |

Die Partie endete vor 4.878 Zuschauen in der Osloer Unity Arena 25:26. Die 25 Tore für die Auswahl der RFEBM warfen Petar Cikusa (4), Víctor Romero (4), Jan Gurri (3), Imanol Garciandía (3), Djordje Cikusa (3), Ian Barrufet (3), Carlos Álvarez (2), Daniel Fernández (2) und Agustín Casado (1). Gonzalo Pérez de Vargas stand nur bei einem Siebenmeter auf dem Feld und konnte den Wurf auf sein Tor nicht halten, Sergey Hernández hielt 13 der 37 Würfe auf sein Tor (Fangquote 35 Prozent). Eine gelbe Karte ging an Ian Barrufet, zwei 2-Minuten-Zeitstrafen gingen an Miguel Sánchez-Migallón.
Víctor Romero bestritt sein erstes Spiel bei einer Weltmeisterschaft.

#### Tabelle der Hauptrunde, Gruppe III
In die Hauptrunde wurden die in der Vorrunde gegen die beiden anderen qualifizierten Mannschaften erreichten Punkte und Tore übernommen. Somit hatten vor dem ersten Spiel der Hauptrundengruppe III das Team aus Portugal vier Punkte, Schweden sowie Spanien drei Punkte und Brasilien zwei Punkte. Norwegen und Chile starteten punktlos in diese Runde.
Die Plätze 1 und 2 berechtigen zur Teilnahme am Viertelfinale des Turniers. Diese belegten zum Start der Hauptrunde Portugal und Schweden, auch nach dem 1. Spieltag standen diese Teams oben in der Tabelle. Spanien stand vor dem ersten Spiel auf Platz 3, nach dem ersten Spiel auf Platz 4. Nach dem zweiten Spieltag standen Portugal (1.) und Brasilien (2.) als Teilnehmer am Viertelfinale fest, Spanien stand auf Platz 5. Das blieb auch nach dem letzten Spieltag so, Spanien schied nach der Hauptrunde aus dem Turnier aus.
| Pl.                                 | Land      | Sp. | S | U | N | Tore      | Diff. | Punkte |
| ----------------------------------- | --------- | --- | - | - | - | --------- | ----- | ------ |
| 1.                                  | Portugal  | 5   | 4 | 1 | 0 | 0179:1480 | +31   | 9      |
| 2.                                  | Brasilien | 5   | 4 | 0 | 1 | 0136:1290 | +7    | 8      |
| 3.                                  | Norwegen  | 5   | 3 | 0 | 2 | 0147:1300 | +17   | 6      |
| 4.                                  | Schweden  | 5   | 1 | 2 | 2 | 0156:1520 | +4    | 4      |
| 5.                                  | Spanien   | 5   | 1 | 1 | 3 | 0138:1370 | +1    | 3      |
| 6.                                  | Chile     | 5   | 0 | 0 | 5 | 0126:1860 | −60   | 0      |
| Quelle: IHF, Stand: 26. Januar 2025 |           |     |   |   |   |           |       |        |

|           | Portugal | Schweden | Spanien | Brasilien | Norwegen | Chile   |
| --------- | -------- | -------- | ------- | --------- | -------- | ------- |
| Portugal  |          | –        | –       | 30:26 1   | –        | 0:0 2   |
| Schweden  | 37:37 2  |          | 29:29 1 | 24:27 2   | –        | –       |
| Spanien   | 28:35 2  | –        |         | 0:0 2     | –        | 31:22 1 |
| Brasilien | –        | –        | –       |           | –        | 28:24 2 |
| Norwegen  | 28:31 1  | 0:0 2    | 25:24 2 | 26:29 1   |          | –       |
| Chile     | –        | 30:42 1  | –       | –         | 22:39 2  |         |

## Platzierung
Da spanische Team schied nach der Hauptrunde aus dem Turnier aus. Im Ranking der vier Fünftplatzierten der Hauptrundengruppen stand Spanien auf dem zweiten Platz und belegte somit den 18. Platz dieser Weltmeisterschaft.
Von den sechs Spielen des Turniers gewann das spanische Team zwei, eins endete unentschieden, drei wurden verloren. 177 erzielten Toren standen 157 gegnerische Toren gegenüber.

## Spielerstatistiken

### Feldspieler
| Nr.                 | Spieler                 | Alter  | Spiele (Auf- gebote) | Spielzeit (h:min:sek) | Tore (davon 7 m) | Würfe (davon 7 m) | gelbe Karte | Zeit- strafe | rote Karte | Anmerkungen |
| ------------------- | ----------------------- | ------ | -------------------- | --------------------- | ---------------- | ----------------- | ----------- | ------------ | ---------- | --- |
| 07                  | Jan Gurri               | 22     | 3 (3)                | 1:23:25               | 04               | 012               | 0           | 0            | 0          | Gurri nahm erstmals an einer Weltmeisterschaft teil.                                                                    |
| 08                  | Agustín Casado          | 28     | 6 (6)                | 2:38:47               | 09               | 022               | 0           | 02           | 0          | |
| 09                  | Ian Tarrafeta           | 26     | 6 (6)                | 2:12:08               | 016              | 026               | 0           | 01           | 0          | |
| 10                  | Alex Dujshebaev         | 32     | 5 (6)                | 1:22:14               | 017              | 027               | 0           | 01           | 0          | |
| 14                  | Ferran Solé             | 32     | 5 (6)                | 3:01:14               | 019 (4)          | 025 (6)           | 0           | 0            | 0          | |
| 15                  | Petar Cikusa            | 19     | 4 (5)                | 1:19:44               | 011              | 018               | 0           | 0            | 0          | P. Cikusa nahm erstmals an einer Weltmeisterschaft teil. Im Spiel gegen Japan wurde er zum Player of the Match gewählt. |
| 18                  | Imanol Garciandia       | 29     | 6 (6)                | 3:00:31               | 021              | 037               | 0           | 02           | 0          | |
| 20                  | Abel Serdio             | 30     | 6 (6)                | 2:50:26               | 012              | 015               | 1           | 01           | 0          | |
| 24                  | Daniel Dujshebaev       | 27     | 5 (5)                | 2:46:53               | 012              | 019               | 0           | 01           | 0          | |
| 34                  | Carlos Álvarez          | 21     | 4 (6)                | 2:30:50               | 011 (1)          | 014 (1)           | 0           | 0            | 0          | Álvarez nahm erstmals an einer Weltmeisterschaft teil.                                                                  |
| 37                  | Víctor Romero           | 20     | 1 (1)                | 0:38:04               | 04               | 06                | 0           | 0            | 0          | Romero nahm erstmals an einer Weltmeisterschaft teil.                                                                   |
| 51                  | Miguel Sánchez-Migallón | 29     | 5 (6)                | 2:53:11               | 02               | 04                | 2           | 04           | 0          | |
| 70                  | Daniel Fernández        | 23     | 6 (6)                | 2:23:09               | 014 (9)          | 022 (15)          | 0           | 01           | 0          | |
| 78                  | Djordje Cikusa          | 19     | 3 (5)                | 1:31:03               | 07               | 016               | 0           | 02           | 0          | D. Cikusa nahm erstmals an einer Weltmeisterschaft teil.                                                                |
| 80                  | Ian Barrufet            | 20     | 6 (6)                | 3:13:10               | 011              | 020               | 1           | 05           | 0          | Barrufet nahm erstmals an einer Weltmeisterschaft teil.                                                                 |
| 99                  | Javier Rodríguez        | 22     | 5 (5)                | 2:18:32               | 06               | 012               | 0           | 0            | 0          | Rodríguez nahm erstmals an einer Weltmeisterschaft teil.                                                                |
| alle 16 Feldspieler | alle 16 Feldspieler     | 22 (⌀) | 6                    | 6:00:00               | 177 (14)         | 296 (23)          | 4           | 20           | 0          | Sieben Spieler nahmen erstmals an einer Weltmeisterschaft teil.                                                         |

### Torwarte
| Nr.            | Spieler                 | Alter  | Spiele | Spielzeit (h:min:sek) | Würfe auf sein Tor | davon gehalten (Fang- quote) | gelbe Karte | Zeit- strafe | rote Karte | Anmerkungen                                                                                             |
| -------------- | ----------------------- | ------ | ------ | --------------------- | ------------------ | ---------------------------- | ----------- | ------------ | ---------- | --- |
| 01             | Gonzalo Pérez de Vargas | 34     | 6      | 2:46:58               | 114                | 36 (32 %)                    | 0           | 0            | 0          | Pérez de Vargas wurde im Spiel gegen Schweden für sein Fair Play als Player of the Match ausgezeichnet. |
| 25             | Sergey Hernández        | 29     | 6      | 2:43:18               | 111                | 37 (33 %)                    | 0           | 0            | 0          | Hernández wurde als Player of the Match im Spiel gegen Chile ausgezeichnet.                             |
| beide Torhüter | beide Torhüter          | 31 (⌀) | 6      | 6:00:00               | 225                | 73 (32 %)                    | 0           | 0            | 0          | – |

## Spanier in anderen Nationalmannschaften
An der Weltmeisterschaft 2025 nahmen außerhalb der spanischen Nationalauswahl noch weitere Spanier als Trainer und Assistenztrainer teil:
- Aitor Etxaburu trainierte die chilenische Mannschaft.[29]
- Toni Gerona war Trainer der japanischen Nationalmannschaft.[29]
- Die Mannschaft Tschechiens wurde von Xavi Sabaté[29] und Josep Espar Moya trainiert.
- Juan Carlos Pastor war Trainer der ägyptischen Mannschaft,[29] José Manuel Sierra war dort Torwarttrainer.
- Die ungarische Auswahl wurde von Chema Rodríguez und Miguel Velasco betreut.[29]

## Marketing
Der spanische Handballverband RFEBM veröffentlichte zum Start der Weltmeisterschaft ein Video mit dem Titel „Para ti, ¿quién es el mejor Hispano de la historia?“. Das Video wurde im Januar 2025 bei der Turniervorbereitung in Castelló de la Plana gedreht, wo Trainer Ribera den Kader der spanischen Nationalauswahl zu einem Training versammelt hatte.

## Übertragung und Berichterstattung
In Spanien übertrug die öffentlich-rechtliche Rundfunkgesellschaft RTVE die Spiele der Nationalmannschaft bei der Weltmeisterschaft auf dem Kanal Teledeporte und im Stream auf RTVE Play.